# New York Groove
«New York Groove» es una canción escrita por Russ Ballard y grabada por Hello en 1975 y Ace Frehley, posteriormente en 1978.

## Hello
La banda británica de glam rock Hello fue la primera en grabar la canción en 1975 para incluirla en su álbum debut Keeps Us Off the Streets. La canción fue el primer éxito para la banda y figuró en el top 10 del Reino Unido.
La banda argentina Soda Stereo utilizó el sample de Hello para componer la canción «Zoom», publicada oficialmente en su disco Sueño Stereo en 1995.
En 2008, esta versión de Hello apareció en la banda sonora del videojuego Grand Theft Auto IV, en la emisora ficticia Liberty Rock Radio.

## Ace Frehley/Kiss
Ace Frehley incluyó su versión de esta canción en su álbum homónimo en solitario, aunque oficialmente fue lanzado como un álbum de Kiss, en 1978; a pesar de ello,  técnicamente ningún otro miembro de la banda participó en la grabación.
Frehley, como el resto de compañeros de Kiss, grabó y lanzó su propio álbum en solitario. Este sencillo, alcanzó el 13º puesto en el Billboard Hot 100 de ese año, el mejor resultado para un sencillo en las listas de cualquier lanzamiento de los miembros en solitario de Kiss. La banda tocó «New York Groove» en sus giras de 1979 y 1980, así como en las giras de Frehley durante su carrera como solista entre las décadas de 1980 y 1990. También fue incluida en la gira que reunió a la banda en 1996.
En la versión japonesa del recopilatorio de 1996 You Wanted the Best, You Got the Best!! se puede encontrar una versión de «New York Groove» en directo grabada en Sídney, Australia, en 1980, en una de las pocas grabaciones en directo lanzadas por Kiss con su baterista Eric Carr.

## Sweet
El último álbum de la banda británica Sweet incluye una versión de esta canción de Russ Ballard, formando a su vez parte del título del álbum: Sweet - New York Groove Plus (2015).